# Krzywe (powiat lubaczowski)
Krzywe – wieś w Polsce położona w województwie podkarpackim, w powiecie lubaczowskim, w gminie Horyniec-Zdrój.
W II Rzeczypospolitej wieś w powiecie lubaczowskim województwa lwowskiego. W maju 1944 nacjonaliści ukraińscy z OUN-UPA zamordowali tutaj 6 Polaków.
| SIMC    | Nazwa     | Rodzaj    |
| ------- | --------- | --------- |
| 0602839 | Duchnicze | część wsi |
| 0602845 | Tarasówka | część wsi |

W latach 1975–1998 miejscowość należała administracyjnie do województwa przemyskiego.